# Squad Seven
 (novembre 2024).
Si vous disposez d'ouvrages ou d'articles de référence ou si vous connaissez des sites web de qualité traitant du thème abordé ici, merci de compléter l'article en donnant les références utiles à sa vérifiabilité et en les liant à la section « Notes et références ».
Squad Seven est un jeu de société créé par Roberto Fraga. Il a été publié en France par TF1 Games/Fox Mind Games en 2002.
C'est un jeu pour 2 à 4 joueurs, 8 ans et plus.

## Règle du jeu

### Contenu de la boîte
Un pistolet tranquillisant Squad Seven, 6 fléchettes en plastique, 2 cibles, 1 CD d’ambiance, 28 cartes “Squad” réparties en 4 équipes de 7 aventuriers, 24 cartes “Trésor de Jour” (dont 4 gardés), 24 cartes “Trésor de Nuit” (dont 4 gardés), 4 cartes “Campements de Jour” (dont 1 gardé), 4 cartes “Campement de Nuit” (dont 1 gardé), 5 cartes “Monstre à Deux Têtes”, 5 cartes “Zombi Inca”, 5 cartes “Pont Suspendu”, 6 cartes “Araignées Géantes”, 5 cartes “Sorcier Guérisseur”, 1 règle du jeu avec poster au verso.

### Mission
Un avion cargo chargé d’œuvres d’art et de trésors Incas d’une valeur inestimable a disparu au-dessus d’une région retirée de la jungle amazonienne. L’avion se dirigeait vers le Musée d’Histoire Naturelle de Washington.
Votre mission est de mener une équipe de sept aventuriers triés sur le volet pour récupérer le plus possible de ces trésors. Votre Squad est débarqué au cœur de la jungle par hélicoptère et vous devez chercher jour et nuit à travers un territoire dangereux et inexploré jusqu’à ce que l’hélicoptère revienne vous récupérer. Emparez vous des campements et des trésors ennemis et soyez celui qui ramène le plus de trésors au musée de Washington.
ATTENTION ! La jungle est périlleuse et grouille de créatures étranges, et d’autres Squads rivaux eux aussi à la recherche des trésors.

### Préparation
Tous les joueurs s’assoient autour d’une table. Mettez le CD d’ambiance dans un lecteur CD à proximité sans appuyer sur lecture pour l’instant.
Chaque joueur reçoit ses sept cartes « Squad » et les étale face “personnage” visible dessus devant lui. S’il y a moins de quatre joueurs, rangez les cartes “Squad” restantes.
Mélangez les cartes « Trésor », « Campement » et « Action » ensemble, et distribuez-les toutes, une par une, face cachée, à chaque joueur. Les joueurs mettent leurs cartes en piles, et les placent face cachée, devant eux sur la table. Ces cartes forment le Paquet de Jeu de chacun des joueurs. Les cartes ne doivent pas être vues tant qu’elles ne sont pas jouées.
Posez le pistolet et les fléchettes sur la table. Les cibles doivent être placées à 2 ou 3 mètres de la table et devraient idéalement être fixées ou maintenues à l’aide d’un poids, de façon qu’elles ne bougent pas lorsqu’elles sont touchées.

### Le CD d'ambiance
Il y a trois plages sur le CD. Plage 1 : le jeu (17 minutes) - Plage 2 : “The Jungle Buzz”, une chanson offerte par le groupe Loudfish - Plage 3 : une démonstration du Jeu pour que les joueurs se familiarisent eux-mêmes avec les ambiances de jour et de nuit de la jungle.
Lorsque tous les joueurs sont prêts à commencer le jeu, lancez la mission en mettant la plage 1 du CD.
Le jeu commence lorsque l’hélicoptère a atterri et la mission s’achève lorsque vous entendez l’hélicoptère venir rechercher votre Squad.
Le CD fournit deux types de fonds sonores qui indiquent aux joueurs s’ils sont dans une phase de jour ou de nuit. Pendant les phases de jour, les joueurs entendent des rythmes de tambours rapides et des bruits d’animaux de jour. Pendant les phases de nuit, le rythme des roulements de tambour est plus lent, avec des bruits d’animaux de nuit. Il est recommandé aux joueurs de toujours écouter attentivement s’il fait jour ou nuit, puisque certains trésors ne peuvent être attrapés sans danger que la nuit et d’autres que le jour.
Occasionnellement, vous pourrez entendre un CRI dans la jungle. Tandis que la partie se déroule, certaines actions doivent être effectuées avant le prochain CRI, sinon le joueur à qui incombait l’action perd un membre de son Squad.

### Séquence de jeu
Mettez en marche la plage 1 du CD. Une fois que l’hélicoptère a atterri dans la jungle, l’aventure commence !
Chacun leur tour, les joueurs doivent placer rapidement la carte du dessus de leur propre paquet de jeu face apparente au centre de la table. Les joueurs doivent retourner leur carte de façon que tous les joueurs la voient au même moment. Pour ce faire, ils doivent la retourner vers le centre de la table (et non vers eux-mêmes).
Le temps est précieux. Une fois qu’une carte tirée a été jouée et que son action a été réalisée, la main passe immédiatement au joueur suivant (à sa gauche), qui tire rapidement la carte suivante depuis son propre paquet. Pas de temps à perdre !

### Les cartes
Trois types de cartes peuvent être tirées : “Trésor”, “Campement”, “Action”.
Si vous agissez de la mauvaise façon sur une carte “Trésor” ou “Campement”, comme décrit ci-dessous ou si vous échouez sur l’action demandée par la carte “ Action ”, vous perdez un membre de votre Squad et vous devez retourner une de vos cartes “Squad” (face “tête de mort” visible).
CARTES “TRESOR” : Un Trésor a été trouvé ! Le premier joueur à mettre sa main sur une carte “Trésor” le récupère. Il conserve alors la carte devant lui.
ATTENTION ! Il y a des Trésors de Jour et des Trésors de Nuit.
Les Trésors de Jour peuvent seulement être récupérés pendant la phase musicale de jour. Si c’est la nuit et que le joueur met sa main sur un Trésor de Jour, il perd un membre de son Squad et ne prend pas le trésor. Il y a trois types de Trésors de Jour (statuette, gemmes, coffre).
Les Trésors de Nuit peuvent seulement être récupérés pendant la phase musicale de nuit. Si c’est le jour et que le joueur met sa main sur un Trésor de Nuit, il perd un membre de son Squad et ne prend pas le trésor. Il y a trois types de Trésors de Nuit (statuette, gemmes, coffre).
ATTENTION ! Certains Trésors sont gardés par des SERPENTS. Si un joueur met sa main sur une carte “Trésor” gardé par un serpent, un membre du Squad est perdu peu importe qu’il fasse jour ou nuit. Alors réfléchissez deux fois avant de vous précipiter sur ce trésor !
CARTES “CAMPEMENT” : Un campement rival est découvert. Le premier joueur à mettre sa main sur une carte “Campement” peut prendre deux Trésors en tout aux Squads rivaux – il peut prendre ces deux trésors chez un ou deux adversaires de son choix. Cependant, certains de ces campements ne peuvent être approchés sans danger que pendant les phases de jour, et d’autres que pendant les phases de nuit. Si vous touchez la carte “Campement” au mauvais moment de la journée, vous perdez un membre de votre Squad.
ATTENTION ! Certains campements sont gardés. Si vous touchez une carte “Campement” gardé, vous perdez un membre de votre Squad.
CARTES “ACTION” : Lorsqu'‘elles sont tirées, elles représentent une situation (généralement dangereuse) qui est rencontrée par un Squad. Le joueur qui a tiré la carte doit réussir l’action détaillée sur la carte “Action” avant que l’on entende le prochain CRI sur le CD. Sinon, le joueur perd un membre de son Squad. S’il réussit à faire son action avant le prochain CRI, le jeu passe immédiatement au joueur suivant.
Le Monstre à Deux Têtes : D’étranges créatures se cachent au cœur de la jungle. Pour survivre à une attaque du Monstre à Deux Têtes, le joueur doit courir autour de la table, se rasseoir à sa place, puis doit tirer et toucher la cible du Monstre à Deux Têtes avec une fléchette avant que l’on entende le prochain CRI. S’il échoue, le joueur perd un membre de son Squad.
Le Zombi Inca : Le Zombi Inca, enragé et assoiffé de vengeance, vient d’être réveillé de sa tombe. Le joueur doit tirer et toucher la cible du Zombi Inca avec une fléchette avant que l’on entende le prochain CRI. S’il échoue, le joueur perd un membre de son Squad (le Zombi s’est vengé).
Le Pont Suspendu : Le Squad du joueur vient d’arriver sur un pont suspendu en train de s’effondrer. Pour parvenir à traverser le pont sans mal, le joueur doit courir autour de la table et s’être rassis avant que l’on entende le prochain CRI. S’il échoue, le joueur perd un membre de son Squad (il est tombé dans le ravin qui se trouve en dessous de lui).
Les Araignées Géantes : La panique s’empare du campement du joueur lorsqu’une horde d’araignées géantes l’envahit. Son Squad doit vite faire ses valises et partir. Le joueur qui a tiré cette carte doit prendre toutes les cartes accumulées au centre de la table et les distribuer aux joueurs (y compris lui-même) avant que l’on entende le prochain CRI. S’il échoue, le joueur perd un membre de son Squad (mordu par une Araignée Géante).
Le Sorcier Guérisseur : Vieux, sage et doté de pouvoirs magiques curatifs, un Sorcier Guérisseur apparaît dans la jungle. Le premier joueur qui met sa main sur cette carte peut ressusciter l’un des membres perdus de son Squad, donc retourner de nouveau l’une de ses cartes Squad anciennement perdue. Attention ! Un joueur qui a son Squad entier intact et qui pose sa main en premier sur la carte est puni par le Sorcier Guérisseur et perd un membre de son Squad.

### Gagner et perdre
Un joueur qui perd tous les membres de son Squad est éliminé de la partie, son paquet de cartes (Squad exclus) est redistribué aux joueurs restants, et les trésors récupérés par ce joueur sont retirés du jeu.
La partie se termine lorsque l’hélicoptère arrive pour rechercher les membres du Squad restants. En revanche, si à un moment de la partie il ne reste plus qu’un joueur à jouer, ce joueur est automatiquement déclaré vainqueur.
Le vainqueur est le joueur dont le Squad a rapporté avec lui le plus de trésors, sachant que chaque aventurier restant ne peut rapporter que trois trésors. Exemple : Si un joueur n’a plus qu’un aventurier en vie dans son Squad et a récupéré dix trésors, il ne peut en rapporter que trois jusqu’à l’hélicoptère.
En cas d’égalité, le vainqueur est celui qui a récupéré le plus de cartes “Trésors” parmi les joueurs ex æquo. S’il y a encore égalité, les joueurs concernés tirent à tour de rôle sur l’une des cibles avec le pistolet tranquillisant. Quand un joueur manque la cible, il est éliminé.

## Récompense
- As d'or Jeu de l'année  2004